# Bianor balius
Bianor balius är en spindelart som beskrevs av Tord Tamerlan Teodor Thorell 1890. Bianor balius ingår i släktet Bianor och familjen hoppspindlar. Inga underarter finns listade.